# Martin Widerberg
Martin Olof Widerberg, född 12 juli 1965 i Hägersten, Stockholm, är en svensk regissör. 
Efter att ha regisserat tre kortfilmer färdigställdes 2010 dokumentärfilmen Alla är äldre än jag. Filmen påbörjades av Martin Widerbergs far Bo Widerberg, men färdigställdes aldrig av honom. Den handlade ursprungligen om Bo Widerbergs far, konstnären Arvid Widerberg, men kom i Martin Widerbergs händer istället att bli en dokumentärfilm över tre generationer, där såväl han själv som hans far och farfar porträtteras.
Han är son till regissören Bo Widerberg och Vanya Nettelbladt samt bror till skådespelarna Nina Widerberg och Johan Widerberg.

## Filmografi

### Regissör
- 2005 – Super-Sensitive
- 2006 – Human Performance and Limitations
- 2008 – För fet för Tyskland
- 2010 – Alla är äldre än jag

### Manus
- 2010 – Alla är äldre än jag

### Producent
- 2005 – Super-Sensitive
- 2008 – Bomber och granater, knivar och gafflar

### Roller
- 1969 – Ådalen 31

### Fotnoter
1. 1 2  ”Martin Widerberg”. Svensk Filmdatabas. http://sfi.se/sv/svensk-filmdatabas/Item/?type=PERSON&itemid=68439&iv=MOVIE. Läst 2 augusti 2012.
2. ↑  Davidson, Kristina (18 juli 2008). ”Släkten Widerberg blir film”. Skånskan. Arkiverad från originalet den 18 april 2013. http://archive.is/2013.04.18-083702/http://www.skanskan.se/article/20080718/NOJE/891883358/-/slakten-widerberg-blir-film. Läst 2 augusti 2012.